# Lastauropsis
Lastauropsis är ett släkte av tvåvingar. Lastauropsis ingår i familjen rovflugor.
Kladogram enligt Catalogue of Life:
| Lastauropsis | \| \| Lastauropsis biezankoi \| \| \| \| \| \| Lastauropsis villosus \| \| \| \| |
|              | \| \| Lastauropsis biezankoi \| \| \| \| \| \| Lastauropsis villosus \| \| \| \| |
|              | Lastauropsis biezankoi                                                           |
|              |                                                                                  |
|              | Lastauropsis villosus                                                            |
|              |                                                                                  |